# Oakwood (Metropolitano de Londres)
Oakwood é uma estação do Metrô de Londres. É a segunda estação mais ao norte da linha Piccadilly, entre as estações Southgate e Cockfosters, e está na Zona 5 do Travelcard. A estação fica no limite da área de Oakwood de Enfield (N14) e está situada na junção de Bramley Road (A110) e Chase Road (a outra extremidade da Chase Road fica perto da estação de metrô Southgate).

## História
A estação foi inaugurada em 13 de março de 1933 como parte da extensão de Cockfosters, sendo seu nome original Enfield West.

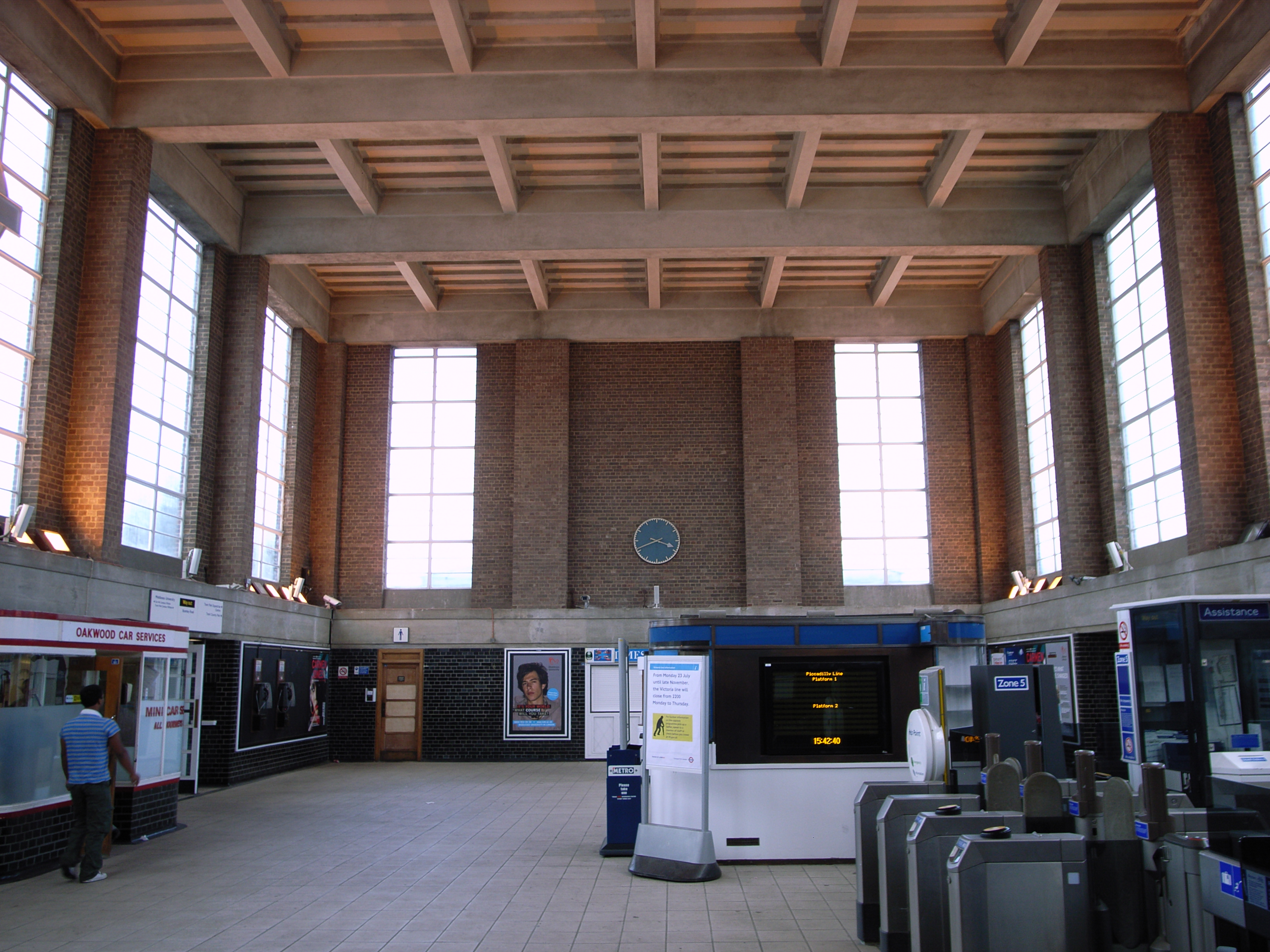
Interior da estação

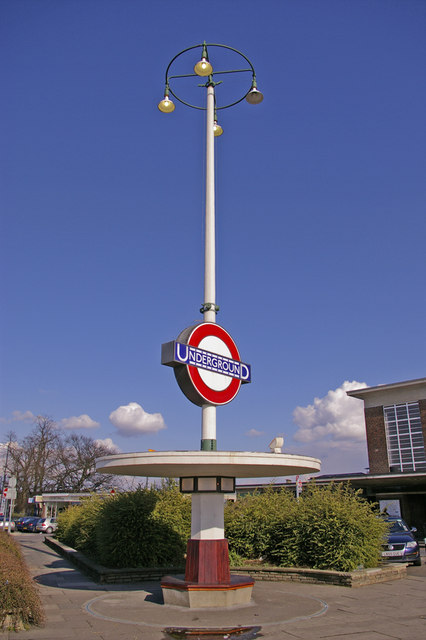
O assento Art Déco e a placa da estação

## Atualização 2006–07
No início de outubro de 2006 a dezembro de 2007, a estação passou por uma atualização como parte da atualização de £10 bilhões do Metrô de Londres para toda a rede. Como parte disso, um novo elevador foi instalado para proporcionar acesso sem degraus às plataformas.

## Nome da estação
Antes da inauguração da estação, a Underground Electric Railways Company of London sugeriu nomes para ela, incluindo Oakwood, Merryhills e East Barnet, mas foi nomeada Enfield West na inauguração e renomeada Enfield West (Oakwood) no ano seguinte.

## Operações
Atualmente, alguns trens entram/saem do serviço no início da manhã e no final da noite em Oakwood, do Pátio de Cockfosters (que tem um ponto de entrada ao norte da estação Oakwood). Há também um cruzamento para a ré dos trens, e a possibilidade de uma plataforma extra construída usando um desvio existente foi discutida para fornecer capacidade extra de ré nos horários de pico.

## Conexões
- As rotas 121, 307 e 377 dos ônibus de Londres atendem a estação.